# Бургброл
Бургброл (њем. Burgbrohl) општина је у њемачкој савезној држави Рајна-Палатинат. Једно је од 74 општинска средишта округа Арвајлер. Према процјени из 2010. у општини је живјело 3.230 становника. Посједује регионалну шифру (AGS) 7131202.

## Географски и демографски подаци
Бургброл се налази у савезној држави Рајна-Палатинат у округу Арвајлер. Општина се налази на надморској висини од 152 метра. Површина општине износи 10,6 km². У самом мјесту је, према процјени из 2010. године, живјело 3.230 становника. Просјечна густина становништва износи 304 становника/km².

## Међународна сарадња
| Мјесто | Држава    | Врста сарадње | Од    |
| ------ | --------- | ------------- | ----- |
|        | Француска | партнерство   | 1977. |
| Извор  |           |               |       |